# Søllested (Lolland Kommune)
 For alternative betydninger, se Søllested. (Se også artikler, som begynder med Søllested)
Søllested (1388 Zulverstede, 1468 Syluestet, af mandsnavnet Sylfa/Sølve og -sted) ligger i Søllested Sogn på Lolland og er en lille by med 1.365 indbyggere  (2024) midtvejs mellem Maribo og Nakskov. Den hører til Region Sjælland.

## Historie
Byen nævnes første gang i 1388. Tidligere lå den i Lollands Sønder Herred. Søllested blev udskiftet i 1803, og i 1874 blev den stationsby med Søllested Station på Lollandsbanen.
Omkring 1870 beskrives byen: "Søllested med Kirke og Præstegaard,tæt ved Byen Veirmølle".
Omkring århundredeskiftet omtales byen: "Søllested (gml. Form Zulverstede), ved Jærnbanen,, med Kirke, Præstegd., Forsamlingshus (for Søllested, Skovlænge og Gurreby S.), Skole, Mølle, Kro, Jærnbanestation, Kro og Postekspedition".
Byen var indtil 2007 kommunesæde for Højreby Kommune.
I byen ligger Søllested Kirke og Søllested Skole. Nordøst for byen ligger herregården Søllestedgaard. Desuden findes biografen Søllested Bio. På posthuset opdagedes Søllested-frimærket, en sjælden variant.
Filologen Peter Erasmus Kristian Kaalund fødtes her i 1844.
Poul Popiel, den første dansker til at spille i NHL, fødtes her i 1943.
En vurdering af miljøpåvirkningen af en vindmøllepark ved Søllested blev udgivet i 2011.
Planen var da at opstille tre vindmøller.

## Galleri
- Hovedgaden